# Kim Mi-kyung
Kim Mi-kyung (김미경?, 金美卿?, Gim Mi-gyeongLR, Kim MigyŏngMR; Busan, 14 ottobre 1963) è un'attrice sudcoreana.
Ha esordito in teatro nel 1985, aggiudicandosi un Baeksang Arts Award come miglior attrice teatrale emergente nel 1990. Sul finire del decennio è passata alla televisione e al cinema, facendosi conoscere come caratterista interpretando spesso il ruolo della madre della protagonista femminile, motivo per cui è stata soprannominata "mamma nazionale". Nel corso della sua carriera si è aggiudicata, tra gli altri, un SBS Drama Award e un MBC Drama Award come miglior attrice, un Korean Association of Film Critics Award e un Golden Cinema Film Festival Award come miglior attrice di supporto.

## Filmografia

### Cinema
- I Jang-ho-ui oe-in-gudan (이장호의 외인구단?), regia di Lee Jang-ho (1986)
- Bomnar-eun ganda (봄날은 간다?), regia di Heo Jin-ho (2001)
- Acacia (아카시아?), regia di Park Ki-hyeong (2003)
- Baram-ui jeonseol (바람의 전설?), regia di Park Jung-woo (2004)
- S Diary (S 다이어리?), regia di Kwon Jong-kwan (2004)
- Secret Sunshine (밀양?), regia di Lee Chang-dong (2007)
- Gungnyeo (궁녀?), regia di Kim Mi-jung (2007)
- Glove (글러브?), regia di Kim Woo-seok (2011)
- Blind (블라인드?), regia di Ahn Sang-hoon (2011)
- Ojik geudaeman (오직 그대만?), regia di Song Il-gon (2011)
- Geunyeo-ui 13wol (그녀의 13월?), regia di Lee Gi-ho (2011)
- Toema: Munyeogul (퇴마: 무녀굴?), regia di Kim Hwi (2015)
- Amjeon (암전?), regia di Kim Jin-won (2019)
- 82nyeonsaeng Gim Ji-yeong (82년생 김지영?), regia di Kim Do-yeong (2019)
- Saekomdalkom (새콤달콤?), regia di Lee Gye-byuk (2021)

### Televisione
- KAIST (카이스트?) – serie TV (1999-2000)
- Jeon-wong ilgi (전원일기?) – serial TV (1999)
- Daemang (대망?) – serie TV (2002-2003)
- Sang-doo-ya, hakgyo gaja! (상두야, 학교가자?) – serie TV (2003)
- Rosemary (로즈마리?) – serie TV (2003)
- Haetbit ssot-ajida (햇빛 쏟아지다?) – serie TV (2004)
- Kwaegeol Chunhyang (쾌걸춘향?) – serie TV (2005)
- Goodbye Solo (굿바이 솔로?) – serie TV (2006)
- Bom-ui waltz (봄의 왈츠?) – serie TV (2006)
- Yeor-ahop sunjeong (열아홉 순정?) – serial TV (2006-2007)
- Someday (썸데이?) – serie TV (2006)
- Tae-wangsasin-gi (태왕사신기?) – serie TV (2007)
- Nae gyeot-e iss-eo (내 곁에 있어?) – serial TV (2007)
- Myeoneuri jeonseongsidae (며느리 전성시대?) – serie TV (2007-2008)
- In-sun-ineun yeppeuda (인순이는 예쁘다?) – serie TV (2007)
- Dalkomhan insaeng (달콤한 인생?) – serie TV (2008)
- Nuguse-yo? (누구세요??) – serie TV (2008)
- Tae-yang-ui yeoja (태양의 여자?) – serie TV (2008)
- Saranghae, uljima (사랑해, 울지마?) – serial TV (2008-2009)
- Partner (파트너?) – serie TV (2009)
- Tamnaneundoda (탐나는도다?) – serie TV (2009)
- Da julgeo-ya (다 줄거야?) – serial TV (2009)
- Hero (히어로?) – serie TV (2009-2010)
- Buja-ui tansaeng (부자의 탄생?) – serie TV (2010)
- Running, Gu (런닝, 구?) – serie TV (2010)
- Seonggyun-gwan scandal (성균관 스캔들?) – serie TV (2010)
- Secret Garden (시크릿 가든?) – serie TV (2010-2011)
- Nae sarang naegyeot-e (내사랑 내곁에?) – serie TV (2011)
- Hair Show (헤어쇼?) – miniserie TV (2011)
- Dong-anminyeo (동안미녀?) – serie TV (2011)
- Bitgwa geurimja (빛과 그림자?) – serie TV (2011-2012)
- What's Up (왓츠업?) – serie TV (2011-2012)
- Botong-ui yeon-ae (보통의 연애?) – serie TV (2012)
- Golden Time (골든타임?) – serie TV (2012)
- Sin-ui (신의?) – serie TV (2012)
- Bogosipda (보고싶다?) – serie TV (2012) – cameo
- 7geup gongmu-won (7급 공무원?) – serie TV (2013)
- Cheonmyeong: Joseonpan domangja i-yagi (천명: 조선판 도망자 이야기?) – serie TV (2013)
- Neo-ui moksoriga deullyeo (너의 목소리가 들려?) – serie TV (2013)
- Jugun-ui tae-yang (주군의 태양?) – serie TV (2013)
- Sangsokjadeul (상속자들?) – serie TV (2013)
- Big Man (빅맨?) – serie TV (2014)
- So-won-eul malhaebwa (소원을 말해봐?) – serial TV (2014)
- Gwaenchanh-a, sarang-i-ya (괜찮아, 사랑이야?) – serie TV (2014)
- Ahopsu sonyeon (아홉수 소년?) – serie TV (2014)
- Healer (힐러?) – serie TV (2014-2015)
- Super Daddy Yeol (슈퍼대디 열?) – serie TV (2015)
- Yong-par-i (용팔이?) – serie TV (2015)
- Hwaryeohan yuhok (화려한 유혹?) – serie TV (2015-2016)
- L'altra! Oh Hae-young (또! 오해영?) – serie TV (2016)
- Haengbog-eul juneun saram (행복을 주는 사람?) – serial TV (2016-2017)
- Naeseongjeog-in boss (내성적인 보스?) – serie TV (2017)
- Saimdang, bich-ui ilgi (사임당, 빛의 일기?) – serie TV (2017)
- Ssam, my way (쌈 마이웨이?) – serie TV (2017)
- 20segi sonyeonsonyeo (20세기 소년소녀?) – serie TV (2017)
- Daegun - Sarang-eul geurida (대군 - 사랑을 그리다?) – serie TV (2018)
- Gach-i sallae-yo (같이 살래요?) – serie TV (2018)
- Bok-su-ga dor-a-watda (복수가 돌아왔다?) – serie TV (2018-2019)
- Geunyeo-ui sasaenghwal (그녀의 사생활?) – serie TV (2019)
- Pyeong-il ohu sesi-ui yeon-in (평일 오후 세시의 연인?) – serie TV (2019)
- VIP (브이아이피?) – serie TV (2019)
- Hi Bye, Mama! (하이바이, 마마!?) – serie TV (2020)
- It's Okay to Not Be Okay (사이코지만 괜찮아?) – serie TV (2020)
- Was It Love? (우리, 사랑했을까?) – serie TV (2020)
- Naega gajang yeppeoss-eul ttae (내가 가장 예뻤을 때?) – serie TV (2020)
- 18 Again (18 어게인?) – serie TV (2020)
- Seonbae geu lipstick bareuji ma-yo (선배 그 립스틱 바르지 마요?) – serie TV (2021) – cameo
- Daebak budong san (대박부동산?) – serie TV (2021) – cameo
- Previsioni d'amore (기상청 사람들: 사내연애 잔혹사 편?) – serie TV (2022)
- Gyeolhonbaekseo (결혼백서?) – serie TV (2022)
- Matrimonio e desideri (블랙의 신부?) – serie TV (2022)
- I binari del destino (트롤리?) – serie TV (2022-2023)
- Daehaengsa (대행사?) – serie TV (2023)
- Corso accelerato sull'amore (일타 스캔들?) – serie TV (2023)
- Doctor Cha (닥터 차정숙?) – serie TV (2023)
- Saranghandago malhaejwo (사랑한다고 말해줘?) – serie TV (2023)
- Benvenuti a Samdal-ri (웰컴투 삼달리?) – serie TV (2023-2024)
- Il gioco della morte (이재, 곧 죽습니다?) – serie TV (2023-2024)
- Bam-e pineun kkot (밤에 피는 꽃?) – serie TV (2024)
- Baekseolgonju-ege jug-eum-eul - Black Out (백설공주에게 죽음을 - Black Out?) – serie TV (2024)
- Perdutamente innamorata (견우와 선녀?, Gyeon-u-wa seonnyeoLR) – serie TV (2025)